# 1847
| 1847                                |
| ----------------------------------- |
| Dødsfald - Fødsler                  |
| • Begivenheder • Litteratur • Musik |

| Gregoriansk kalender | 1847 MDCCCXLVII         |
| Ab urbe condita      | 2600                    |
| Armensk kalender     | 1296 ԹՎ ՌՄՂԶ            |
| Kinesiske kalender   | 4543 – 4544 丙午 – 丁未 |
| Etiopisk kalender    | 1839 – 1840             |
| Jødisk kalender      | 5607 – 5608             |
| Hindukalendere       |                         |
| - Vikram Samvat      | 1902 – 1903             |
| - Shaka Samvat       | 1769 – 1770             |
| - Kali Yuga          | 4948 – 4949             |
| Iransk kalender      | 1225 – 1226             |
| Islamisk kalender    | 1263 – 1264             |

Konge i Danmark: Christian 8. 1839-1848
Se også 1847 (tal)

## Begivenheder

### Januar
- 30. januar - byen Yerba Buena i Californien omdøbes til San Francisco

### Marts
- 9. marts - Amerikanske styrker invaderer Mexico nær Santa Cruz

### Juni
- 26. juni – jernbanen mellem København og Roskilde – kongerigets første – indvies. Det danske monarkis første jernbane var oprettet i 1844 mellem Kiel og Altona[1]

### September
- 17. september – Sølvgades Skole i København indvies. Skolen er den ældste, fungerende folkeskole i Danmark

### Oktober
- 20. oktober - Franskmanden I.D. Beauvais far åbner charcuteri-forretning i København. Han tillægges æren for at være den første, der sælger leverpostej

### November
- 10. november – Carlsberg grundlægges og lancerer sit første bajerske øl.

## Født
- 1. januar – Rodolfo Amadeo Lanciani, italiensk arkæolog (død 1929).
- 19. januar – Olaus Fjørtoft, norsk bondesøn, forfatter, journalist og politiker (død 1878).
- 11. februar – Thomas Edison, amerikansk opfinder (død 1931).
- 3. marts – Alexander Graham Bell, skotskfødt opfinder, den første til at opnå patent på telefonen i USA (død 1922).
- 7. april – J.P. Jacobsen, dansk forfatter (død 1885).
- 20. juni – Gina Krog, norsk politiker og kvindesagsaktivist (død 1916).
- 3. september – James Hannington, engelsk missions biskop i Afrika. (død 1885).
- 2. oktober – Paul von Hindenburg, tysk generalfeltmarskal og politiker, præsident fra 1925 (død 1934).
- 21. oktober – Edvard Brandes, dansk politiker, kritiker og forfatter (død 1931).
- 1. november – Walter Holbrook Gaskell, engelsk fysiolog (død 1914).
- 26. november – Marie Sophie Frederikke Dagmar, senere Dronning Dagmar (død 1928).
- 10. december – Adolph Woermann, tysk forretningsmand og politiker (død 1911).

## Dødsfald
- 9. marts – Mary Anning, britisk palæontolog, mm. (født 1799).
- 4. november – Felix Mendelssohn Bartholdy, tysk komponist og dirigent (født 1809).
- 12. november – William Christopher Zeise, dansk kemiker (født 1789).